# Spirit of Tasmania IV
Die Spirit of Tasmania IV ist eine Ro-Pax-Fähre der australischen Reederei TT-Line Company. Sie ist für die Fährverbindung zwischen Geelong südwestlich von Melbourne und Devonport auf der Insel Tasmanien vorgesehen. Im September 2024 abgeliefert verzögert sich die Indienststellung, da der Liegeplatz in Devonport umgebaut werden muss.

## Geschichte
Die Spirit of Tasmania IV ist die erste von zwei baugleichen Fähren, die für die TT-Line Company für die Fährverbindung über die Bass-Straße im Südosten Australiens zwischen Geelong im Westen von Port Phillip und Devonport auf der Insel Tasmanien gebaut wurde. Die Fähre ist der erste Neubau der Reederei. Sie soll zusammen mit ihrem Schwesterschiff die beiden 1998 für Superfast Ferries gebauten und 2002 von TT-Line Company übernommenen Fähren Spirit of Tasmania I und Spirit of Tasmania II ersetzen. Die beiden bisher auf der Fährverbindung eingesetzten Fähren können die Nachfrage nicht mehr ausreichend gut befriedigen, so dass größere Fähren benötigt werden.
Der Auftrag zum Bau der beiden Schwesterschiffe wurde zunächst 2018 an die Flensburger Schiffbau-Gesellschaft mit geplanter Ablieferung der Neubauten im Jahr 2021 vergeben. Im Februar 2020 wurde der Bauvertrag zwischen den beiden Partien infolge von finanziellen Schwierigkeiten der Bauwerft und Verzögerungen bei bereits im Bau befindlichen anderen Fähren storniert und eine Absichtserklärung mit der finnischen Werft Rauma Marine Constructions für den Bau der Fähren unterzeichnet. Die Ablieferung des Typschiffs war nun für Ende 2022 vorgesehen. In der Folge forderte die Regierung von Tasmanien von der Fährreederei, die Vergabe des Bauauftrags an Rauma Marine Constructions zu überdenken und nach einer möglichen Bauwerft in Australien zu suchen. Begründet wurde dies mit erwarteten weiteren Verzögerungen aufgrund der COVID-19-Pandemie und dem zu geringen Anteil an Wertschöpfung beim Bau der Fähre für australische Unternehmen.
Die Fähre wurde im April 2021 bei der Werft Rauma Marine Constructions bestellt. Die Ablieferung war aufgrund der Verzögerung vor dem Vertragsabschluss nun für Ende 2023 vorgesehen. Der Bau der Fähre mit der Baunummer 6009 begann mit dem ersten Stahlschnitt am 28. Februar 2022. Die Kiellegung fand am 28. Oktober 2022, das Aufschwimmen im Baudock am 27. Oktober 2023 statt. Die Fertigstellung der Fähre und Ablieferung an die Reederei erfolgte am 12. September 2024, nachdem es zuvor beim Bau zu Verzögerungen unter anderem infolge der COVID-19-Pandemie und des Krieges in der Ukraine gekommen war. Da der Liegeplatz in Devonport für den Einsatz der Fähre zunächst angepasst werden muss, wurde die Fähre Anfang Dezember 2024 vorerst in Leith in Schottland aufgelegt.
Die Fähre wurde vom finnischen Schiffsarchitekturbüro Foreship entworfen, das auf den Entwurf der für die Reederei Tallink ebenfalls bei Rauma Marine Constructions gebauten und Ende 2022 in Dienst gestellten MyStar zurückgriff.

## Technische Daten und Ausstattung
Die Fähre wird von vier Neunzylinder-Dual-Fuel-Dieselmotoren des Typs Wärtsilä 9L46DF mit jeweils 10.305 kW Leistung angetrieben. Die Motoren wirken über Untersetzungsgetriebe auf zwei Verstellpropeller. Das Schiff ist mit zwei Bug- und zwei Heckstrahlrudern ausgestattet. Für die Stromerzeugung stehen zwei von den Hauptmotoren angetriebene Wellengeneratoren sowie drei von Dual-Fuel-Dieselmotoren der Wärtsilä-20DF-Serie mit jeweils 1.440 kW Leistung angetriebene Generatoren zur Verfügung. Die Abwärme der Motoren wird für die Heizung und die Bereitstellung von Warmwasser an Bord verwendet. Das Schiff ist für den Betrieb mit Landstrom im Hafen vorbereitet.
Das Schiff wird hauptsächlich mit Flüssigerdgas angetrieben. Für das Flüssigerdgas stehen zwei Tanks mit einem Fassungsvermögen von jeweils 400 m³ zur Verfügung.
Die Fähre verfügt über drei feste Fahrzeugdecks auf Deck 3, 5 und 7 sowie zwei höhenverstellbare Fahrzeugdecks auf Deck 6. Der hintere Teil auf Deck 5 ist ein offenes Fahrzeugdeck. Insgesamt stehen auf den Fahrzeugdecks 4098 Spurmeter zur Verfügung. Die Decks sind an Bord durch bewegliche Rampen miteinander verbunden. Zufahrten zu den Decks bestehen am Bug hinter einem seitlich öffnenden Bugvisier sowie über eine Zufahrt über die Back mit einem nach oben aufklappbaren Tor sowie am Heck über zwei herunterklappbare Heckrampen. Die Lade- und Löschoperationen erfolgen über landseitige Ro-Ro-Rampen, die auf die jeweiligen Zufahrten zu den festen Fahrzeugdecks aufgelegt und über die die Decks simultan bedient werden können. Für die Beförderung von Lkw mit temperaturgeführten Gütern wie beispielsweise Meeresfrüchten und Obst stehen Stromanschlüsse für den Betrieb der Kühlaggregate zur Verfügung.
Die öffentlichen Bereiche unter anderem mit Restaurants, einer Bar, einer Lounge und Cafeteria für Lkw-Fahrer und zwei Kinos, sind größtenteils auf Deck 8 untergebracht. Die Passagierkabinen und Räume mit Ruhesesseln sowie weitere Aufenthaltsräume befinden sich auf den Decks 9 und 10. Für Passagiere stehen 301 Kabinen sowie 165 Ruhesessel zur Verfügung. Die Passagierkapazität der Fähre ist mit 1800 Personen angegeben. Die Kabinen für die Schiffsbesatzung sind ebenfalls auf Deck 10 untergebracht. Hier befindet sich auch die Brücke. Weitere Räume für die Schiffsbesatzung befinden sich auf Deck 11. Im hinteren Bereich der Decks 8 bis 10 befinden sich jeweils offene Decksbereiche. Die Brücke ist über die gesamte Breite geschlossen. Zur besseren Übersicht beim An- und Ablegen und beim Manövrieren in engen Fahrwassern gehen die Nocken etwas über die Schiffsbreite hinaus.
Die Fähre ist mit Flossenstabilisatoren und Schiffsevakuierungssystemen ausgestattet.